# 陳文燧
陳文燧（1535年—？），字汝相，號愚所，江西撫州府臨川縣人，民籍，明朝政治人物。

## 生平
嘉靖四十年（1561年）辛酉科江西鄉試第二名舉人。嘉靖四十一年（1562年）中式壬戌科會試第十一名，三甲第二百零七名進士。隆慶四年（1570年）五月由行人改授贵州道监察御史。萬曆初补河南道，元年（1573年）四月出巡宣大。因不肯署名張居正奪情，万历四年移雲南巡按御史，六年八月升河南按察司副使，尋以莽酋之役被废黜。後官兵部主事，历山东佥事，十六年五月升陕西右参议，分守西宁，撰有《延庆知州耿公继武德政碑》。晋山东副使，整饬淮徐、大名兵备，十九年七月升补云南右参政。

## 家族
曾祖陳旭初；祖父陳稷；父陳性，母劉氏。具庆下。兄陈炽。弟文煌、文焕（贡士）、文煜、文炤。